# Сонатала
Сонатала или Сонатола (бенг. সোনাতলা, англ. Sonatala) — город на севере Бангладеш, административный центр одноимённого подокруга. Площадь города равна 4,94 км². По данным переписи 2001 года, в городе проживало 9 982 человека, из которых мужчины составляли 51,35 %, женщины — соответственно 48,65 %. Плотность населения равнялась 2 021 чел. на 1 км². Уровень грамотности населения составлял 36,9 % (при среднем по Бангладеш показателе 43,1 %).